# 1966 no desporto

## Eventos
- Realização da VIII Copa do Mundo de Futebol, na Inglaterra.
- 19 de julho - Estreante na Copa, a Coreia do Norte vence a Itália por 1 a 0 na fase de grupos e avança para a próxima fase da competição, porque o Chile (concorrente pela última vaga) perdeu para a União Soviética (classificada por antecipação para a próxima fase) por 2 a 1. A vitória Norte-Coreana foi a primeira na Copa e a primeira de uma seleção do continente asiático.[1][2]
- 28 de julho - Portugal vence União Soviética por 2 a 1, garantindo o 3º lugar em sua estreia em Copas e Eusébio como artilheiro da competição com 9 gols.[3]
- 30 de julho - A Inglaterra vence a Alemanha Ocidental pro 4 a 2 (2 a 2 no tempo normal e 2 a 0 na prorrogação) e torna-se Campeã do Mundo pela primeira vez. O capitão Bobby Moore subiu as escadas da tribuna real para receber a Taça Jules Rimet da Rainha Elizabeth II.[4]
- 7 de dezembro - A equipe do Cruzeiro vence o considerado melhor time de futebol da época, o Santos por 3 a 2 no Pacaembu e sagra-se Campeão da Taça Brasil (Campeonato Brasileiro). No jogo de ida, no Mineirão, a Raposa venceu por 6 a 2.[5][6][7]

## Automobilismo
- 30 de maio - Graham Hill vence as 500 Milhas de Indianápolis. O inglês é o sétimo estreante a vencer a tradicional prova.[8][9]
- 4 de setembro - Jack Brabham é tricampeão mundial de Fórmula 1 com duas provas de antecedência, o australiano é o primeiro piloto campeão como piloto e construtor.[10][11]

## Nascimentos
| Data            | Nome                   | Profissão                      | Nacionalidade                    | Observações | Ref    |
| --------------- | ---------------------- | ------------------------------ | -------------------------------- | ----------- | ------ |
| 4 de janeiro    | Ladislav Maier         | futebolista                    | Chéquia                          |             |        |
| 7 de janeiro    | Elena Bechke           | patinadora artística           | Rússia                           |             |        |
| 16 de janeiro   | Carlos Sousa           | piloto de automobilismo        | Portugal                         |             |        |
| 17 de janeiro   | Nobuyuki Kojima        | futebolista                    | Japão                            |             |        |
| 18 de janeiro   | André Ribeiro          | piloto e empresário            | Brasil                           | m. 2021     | [ 12 ] |
| 18 de janeiro   | Alexander Khalifman    | enxadrista                     | Rússia                           |             |        |
| 19 de janeiro   | Stefan Edberg          | tenista                        | Suécia                           |             |        |
| 29 de janeiro   | Romário                | futebolista                    | Brasil                           |             |        |
| 30 de janeiro   | JJ Lehto               | piloto de automobilismo        | Finlândia                        |             |        |
| 31 de janeiro   | Müller                 | futebolista                    | Brasil                           |             |        |
| 2 de fevereiro  | Billy Boat             | automobilista                  | Estados Unidos                   |             |        |
| 7 de fevereiro  | Kristin Otto           | nadadora                       | Alemanha                         |             |        |
| 8 de fevereiro  | Hristo Stoichkov       | treinador e futebolista        | Bulgária                         |             |        |
| 19 de fevereiro | Enzo Scifo             | futebolista                    | Bélgica                          |             |        |
| 19 de fevereiro | Miroslav Đukić         | jogador e treinador de futebol | Sérvia                           |             |        |
| 21 de fevereiro | Petri Kokko            | patinador artístico            | Finlândia                        |             |        |
| 22 de fevereiro | Marcelo Gonçalves      | futebolista                    | Brasil                           |             |        |
| 22 de fevereiro | Luca Marchegiani       | futebolista                    | Itália                           |             |        |
| 26 de fevereiro | Navarro Montoya        | futebolista                    | Colômbia                         |             |        |
| 28 de fevereiro | Paulo Futre            | futebolista                    | Portugal                         |             |        |
| 9 de março      | Petr Barna             | patinador artístico            | Chéquia                          |             |        |
| 11 de março     | Stéphane Demol         | jogador e treinador de futebol | Bélgica                          | m. 2023     | [ 13 ] |
| 12 de março     | Waldemar Niclevicz     | alpinista                      | Brasil                           |             |        |
| 21 de março     | Benito Archundia       | advogado e árbitro             | México                           |             |        |
| 21 de março     | Kenny Bräck            | piloto de automobilismo        | Suécia                           |             |        |
| 29 de março     | Krassimir Balakov      | futebolista                    | Bulgária                         |             |        |
| 2 de abril      | Teddy Sheringham       | futebolista                    | Inglaterra                       |             |        |
| 8 de abril      | Harri Rovanperä        | piloto de automobilismo        | Finlândia                        |             |        |
| 8 de abril      | Mark Blundell          | piloto de automobilismo        | Inglaterra                       |             |        |
| 8 de abril      | Mazinho                | futebolista                    | Brasil                           |             |        |
| 9 de abril      | Thomas Doll            | treinador e futebolista        | Alemanha                         |             |        |
| 13 de abril     | Ali Boumnijel          | futebolista                    | Tunísia                          |             |        |
| 23 de abril     | Marco Antônio Milagres | futebolista                    | Brasil                           |             |        |
| 24 de abril     | Alessandro Costacurta  | futebolista                    | Itália                           |             |        |
| 25 de abril     | Rubén Sosa             | futebolista                    | Uruguai                          |             |        |
| 29 de abril     | Ramón Medina Bello     | futebolista                    | Argentina                        |             |        |
| 1 de maio       | Olaf Thon              | futebolista                    | Alemanha                         |             |        |
| 8 de maio       | Cláudio Taffarel       | futebolista                    | Brasil                           |             |        |
| 10 de maio      | Jonathan Edwards       | atleta, saltador triplo        | Reino Unido                      |             |        |
| 15 de maio      | Ézio Moraes            | futebolista                    | Brasil                           | m. 2011     | [ 14 ] |
| 17 de maio      | Henrik Larsen          | futebolista                    | Dinamarca                        |             |        |
| 21 de maio      | François Omam-Biyik    | futebolista                    | Camarões                         |             |        |
| 24 de maio      | Éric Cantona           | futebolista                    | França                           |             |        |
| 30 de maio      | Thomas Häßler          | futebolista                    | Alemanha                         |             |        |
| 1 de junho      | Abel Balbo             | futebolista                    | Argentina                        |             |        |
| 1 de junho      | Mauricio Soria         | treinador e futebolista        | Bolívia                          |             |        |
| 10 de junho     | David Platt            | futebolista                    | Inglaterra                       |             |        |
| 13 de junho     | Naoki Hattori          | piloto de automobilismo        | Japão                            |             |        |
| 16 de junho     | Jan Železný            | atleta, lançador de dardo      | Chéquia                          |             |        |
| 18 de junho     | Kurt Browning          | patinador artístico            | Canadá                           |             |        |
| 25 de junho     | Dikembe Mutombo        | basquetebolista                | República Democrática do Congo   |             |        |
| 30 de junho     | Mike Tyson             | pugilista                      | Estados Unidos                   |             |        |
| 1 de julho      | Frank De Bleeckere     | árbitro                        | Bélgica                          |             |        |
| 5 de julho      | Gianfranco Zola        | futebolista                    | Itália                           |             |        |
| 6 de julho      | Jorginho Baiano        | futebolista                    | Brasil                           |             |        |
| 22 de julho     | Ney Franco             | treinador de futebol           | Brasil                           |             |        |
| 24 de julho     | Martin Keown           | futebolista                    | Inglaterra                       |             |        |
| 26 de julho     | Angelo Di Livio        | futebolista                    | Itália                           |             |        |
| 28 de julho     | Grzegorz Filipowski    | patinador artístico            | Polônia                          |             |        |
| 28 de julho     | Marina Klimova         | patinadora artística           | Rússia                           |             |        |
| 28 de julho     | Miguel Ángel Nadal     | futebolista                    | Espanha                          |             |        |
| 1 de agosto     | Mike Chioda            | árbitro de wrestling           | Estados Unidos                   |             |        |
| 3 de agosto     | Greg Ray               | automobilista                  | Estados Unidos                   |             |        |
| 10 de agosto    | Eric Hélary            | piloto de automobilismo        | França                           |             |        |
| 11 de agosto    | Duff Gibson            | piloto de skeleton             | Canadá                           |             |        |
| 11 de agosto    | Nigel Martyn           | futebolista                    | Inglaterra                       |             |        |
| 12 de agosto    | Les Ferdinand          | futebolista                    | Inglaterra                       |             |        |
| 14 de agosto    | Freddy Rincón          | treinador e futebolista        | Colômbia                         | m. 2022     | [ 15 ] |
| 17 de agosto    | Rodney Mullen          | skatista                       | Estados Unidos                   |             |        |
| 22 de agosto    | Rob Witschge           | futebolista                    | Países Baixos                    |             |        |
| 27 de agosto    | Leonardo Rodríguez     | futebolista                    | Argentina                        |             |        |
| 28 de agosto    | René Higuita           | futebolista                    | Colômbia                         |             |        |
| 28 de agosto    | Julen Lopetegui        | treinador e futebolista        | Espanha                          |             |        |
| 31 de agosto    | Luboslav Penev         | futebolista                    | Bulgária                         |             |        |
| 2 de setembro   | Olivier Panis          | automobilista                  | França                           |             |        |
| 9 de setembro   | José Ferreira Neto     | futebolista                    | Brasil                           |             |        |
| 10 de setembro  | Akhrik Tsveiba         | futebolista                    | Rússia / Geórgia                 |             |        |
| 15 de setembro  | Dejan Savićević        | futebolista                    | Montenegro                       |             |        |
| 19 de setembro  | Capitão                | futebolista                    | Brasil                           |             |        |
| 21 de setembro  | Tab Ramos              | futebolista                    | Estados Unidos · Uruguai (nasc.) |             |        |
| 22 de setembro  | Nelson Tapia           | futebolista                    | Chile                            |             |        |
| 24 de setembro  | Christophe Bouchut     | piloto de automobilismo        | França                           |             |        |
| 1 de outubro    | George Weah            | futebolista e político         | Libéria                          |             |        |
| 1 de outubro    | José Ángel Ziganda     | treinador e futebolista        | Espanha                          |             |        |
| 5 de outubro    | Inessa Kravets         | atleta, saltadora triplo       | Ucrânia                          |             |        |
| 6 de outubro    | Niall Quinn            | futebolista                    | Irlanda                          |             |        |
| 7 de outubro    | Vincenzo Sospiri       | piloto de automobilismo        | Itália                           |             |        |
| 10 de outubro   | Tony Adams             | futebolista                    | Inglaterra                       |             |        |
| 12 de outubro   | Roberto Sensini        | treinador e futebolista        | Argentina                        |             |        |
| 12 de outubro   | Wim Jonk               | futebolista                    | Países Baixos                    |             |        |
| 15 de outubro   | Jorge Campos           | futebolista                    | México                           |             |        |
| 16 de outubro   | Stefan Reuter          | futebolista                    | Alemanha                         |             |        |
| 23 de outubro   | Alessandro Zanardi     | piloto de automobilismo        | Itália                           |             |        |
| 24 de outubro   | Vágner Mancini         | treinador e futebolista        | Brasil                           |             |        |
| 24 de outubro   | Roman Abramovich       | empresário dono do Chelsea     | Rússia                           |             |        |
| 25 de outubro   | Lionel Charbonnier     | futebolista                    | França                           |             |        |
| 1 de novembro   | Ingo Steuer            | patinador artístico            | Alemanha                         |             |        |
| 2 de novembro   | Bernd Dreher           | futebolista                    | Alemanha                         |             |        |
| 6 de novembro   | Marcelo Djian          | futebolista                    | Brasil                           |             |        |
| 30 de novembro  | Mika Salo              | piloto de automobilismo        | Finlândia                        |             |        |
| 8 de dezembro   | Les Ferdinand          | futebolista                    | Inglaterra                       |             |        |
| 10 de dezembro  | Daniel Frasson         | treinador e futebolista        | Brasil                           | m. 2023     | [ 16 ] |
| 12 de dezembro  | Maurizio Gaudino       | futebolista                    | Alemanha                         |             |        |
| 16 de dezembro  | Dennis Wise            | jogador e treinador de futebol | Inglaterra                       |             |        |
| 18 de dezembro  | Gianluca Pagliuca      | futebolista                    | Itália                           |             |        |
| 19 de dezembro  | Alberto Tomba          | esquiador                      | Itália                           |             |        |
| 20 de dezembro  | Ed de Goeij            | futebolista                    | Países Baixos                    |             |        |
| 29 de dezembro  | Heimo Pfeifenberger    | futebolista                    | Áustria                          |             |        |

## Mortes
| Data          | Nome               | Profissão           | Nacionalidade | Observações | Ref    |
| ------------- | ------------------ | ------------------- | ------------- | ----------- | ------ |
| 11 de janeiro | Hannes Kolehmainen | atleta              | Finlândia     | n. 1889     |        |
| 11 de junho   | Alfred Berger      | patinador artístico | Áustria       | n. 1894     |        |
| 10 de outubro | Charlotte Cooper   | tenista             | Reino Unido   | n. 1870     |        |
| 30 de outubro | Giuseppe Farina    | automobilista       | Itália        | n. 1906     | [ 17 ] |